# Piero Grima
Piero Grima (Bari, 1º giugno 1941) è uno scrittore e medico italiano.

## Biografia
Figlio di un funzionario del Ministero delle finanze, trascorre la prima infanzia a Bari. Nel 1950 il padre, viene trasferito a Lecce e tre anni dopo a Pescara, città nella quale Piero Grima inizia a frequentare il ginnasio D'Annunzio, studi che terminerà a Lecce in seguito a un successivo trasferimento del padre per motivi di servizio.
Ultimati gli studi superiori, nel 1959  si iscrive alla facoltà di Medicina dell'Università di Bari dove si laurea nel 1965. Inizia subito a lavorare presso l'Azienda ospedaliera Vito Fazzi di Lecce e contemporaneamente consegue tre specializzazioni presso le Università di Parma (Medicina interna e Microbiologia clinica) e di Pavia (Malattie Infettive). La frequenza degli ambienti scientifici di Parma e Pavia gli permette di entrare in contatto con alcuni esponenti della cultura scientifica italiana.
A Lecce in occasione di un convegno scientifico organizzato dallo stesso Grima nel 1995, incontra Mirko Grmek del quale diventa amico e numerosi sono gli scambi scientifico-culturali con il grande scienziato franco-croato, che influenzano in modo determinante i lavori scientifici di Piero Grima che abbraccia in modo incondizionato il principio della “patocenosi” enunciato da Grmek fin dagli anni '60. La frequentazione con Grmek condiziona anche il pensiero di Grima che, seguendo l'insegnamento del grande scienziato, approfondisce il concetto di morte non come la fine di un percorso biologico, ma come una fase di un processo evolutivo che sfocia in una concezione aristotelica della vita universale come processo. In questo percorso grande rilievo assumono le antiche memorie che troviamo ben palesi nelle prime opere di Piero Grima. Emerge, di conseguenza, la passione per la letteratura e la psicologia, passione che lo porta a frequentare, in modo discontinuo, redazioni giornalistiche e circoli letterari ed a riprendere lo studio delle opere di Sigmund Freud che aveva intrapreso nel 1961 sotto la guida di Cesare Musatti. Prosegue nello studio dell'esistenzialismo, rileggendo tutte le opere di Jean-Paul Sartre e di Albert Camus.
Nel 1968 sposa Ornella Cucci, figlia di un medico brindisino, con cui ha tre figli: Pierfrancesco, Roberta e Deborah.
Dal 1979 al 1989 insegna Microbiologia presso l'Università di Lecce e contribuisce alla nascita della facoltà di scienze. Nel 1990, suggestionato dagli effetti del virus HIV e dalle numerose vittime dell'AIDS, lascia la ricerca per tornare alla medicina praticata. Dirige la divisione di Infettivologia a Galatina, in provincia di Lecce dal 1990 fino al 2007.

## L'attività di scrittore

### L’angosciosa ricerca
Nello stesso periodo inizia anche la sua attività di scrittore e pubblica i suoi primi romanzi, tutti di carattere intimistico (La strada degli alberi, Il caffè delle rose, Kalem, Occhi di cenere, I sogni dell’alba) e una raccolta di racconti (L’uomo che rubava la luna, Orme, Quando sorge la luna d’agosto) tutti incentrati sul rapporto tra l'uomo e il divino, sulla nostalgia del passato e sull'amore come unico rifugio da una società sempre più arida e violenta. Sono anni difficili a causa dell’inaspettata pandemia di AIDS che porta Grima a contatto con decine di giovani ammalati molti dei quali soccombono. Colpito da questa drammatica ecatombe, è combattuto tra l'idea dell'uomo "faber” al centro del divenire universale e la ricerca sempre più faticosa ed angosciante di un dio buono e benevolo, garante di una auspicata immortalità, Grima cerca una catarsi che lo aiuterebbe ad esorcizzare una morte perfida ed in costante ed implacabile agguato. Non riesce a risolvere il problema e cambia completamente genere letterario denunciando la sua incapacità. 

### Il commissario Santoro
Riprende l'antica passione per le trame poliziesche e scrive, uno dopo l'altro "Chi ha ucciso Maddalena", "Rosso scarlatto", "Nudo al caffè" , "Tingo Maria" . ….. Tutti romanzi polizieschi che narrano le indagini del commissario Pasquale Santoro affiancato dall'ispettore Salvatore Lo Palco. Le vicende si svolgono nel Salento, una terra assolata aspra e genuina ricca di un'atavica cultura ancora tenacemente inserita nella vita quotidiana quasi a custodia di una fiera ed antica nobiltà cui fa da contraltare l’umile saggezza popolare alla quale molto spesso il commissario si affida.

### Le grandi epidemie
Alla fine degli anni ’90, Grima, seguendo i consigli dell’amico Mirko Grmek e stimolato dalla moglie, riprende lo studio della storia delle Malattie Infettive e mette ordine negli innumerevoli lavori scientifici raccolti negli anni della sua attività di infettivologo e dopo circa otto anni di impegno nella consultazione documentale presso archivi, curie, biblioteche pubbliche e private, realizza il suo ambizioso progetto di “racconto” delle grandi epidemie che sconvolsero il mondo e delle ripercussioni che quelle ebbero nella politica, nell’economia, nell’arte, nella letteratura. Se non ci fosse stata la tremenda pandemia di peste del ‘600, forse Manzoni non avrebbe scritto I promessi sposi. Se la tubercolosi non avesse sconvolto Munch forse il grande pittore scandinavo non avrebbe infuso nelle sue opere la tragica aura che ne fa veri capolavori. Forse la rinuncia di Carlo VIII al trono di Napoli fu dovuta al dilagare della sifilide tra i mercenari del suo esercito. Di sicuro una gomma luetica cerebrale, sconvolse la mente del grande Goya che tra visioni ed allucinazioni dipinse le “Opere nere”.

### Romanzi storici
A partire dal 2021, l'Autore, abbandona le trame poliziesche che vedono protagonisti il commissario Santoro e il suo collaboratore Lo Palco, per dirigere le indagini verso misteriosi eventi che colpirono alcuni noti personaggi di antichi tempi.

## Opere

### Libri scientifici
- 1984 - Virus e Tumori, ed. Masson - ISBN 88-214-1722-0
- 1989 - L’interferone, ed. SBM

### Le Grandi Epidemie (Collana in 10 volumi)
- 2016 - Sifilide, Besa Edizioni, Nardò, ISBN 9788849710458
- 2016 - Peste, Besa Edizioni, Nardò, ISBN 9788849710557
- 2017 - Vaiolo, Besa Edizioni, Nardò, ISBN 9788849710588
- 2018 - Colera, Besa Edizioni, Nardò, ISBN 9788849708899
- 2018 - Lebbra, Besa Edizioni, Nardò, ISBN 9788849708219
- 2019 - Tubercolosi, Besa Edizioni, Nardò  ISBN 9788849708776
- 2019 - La Malaria, Besa Edizioni, Nardò  ISBN 9788849708769
- 2020 - Influenza, Besa Edizioni, Nardò ISBN 9788836290123
- 2020 - Coronavirus, Besa Edizioni, Nardò ISBN 9788836291229
- 2021 - Aids | Ebola, Besa Edizioni, Nardò ISBN 9788836290956

### Narrativa
- 1994 - La strada degli alberi, ed. Nuovi Autori, ISBN 88-7230-307-9
- 1995 - L’uomo che rubava la luna, ed. Nuovi Autori, ISBN 88-7230-379-6
- 1996 - Il caffè delle rose, ed. Nuovi Autori, ISBN 88-7230-460-1
- 1997 - Orme, ed. Nuovi Autori, ISBN 88-7230-522-5
- 1998 - Kalem, ed. Nuovi Autori, ISBN 978-88-7230-668-0
- 2000 - Occhi di cenere, ed. Nuovi Autori, ISBN 88-7230-743-0
- 2002 - Quando sorge la luna di agosto, ed. Nuovi Autori, ISBN 88-7230-902-6
- 2008 - I sogni dell'alba, ed. Nuovi Autori, ISBN 88-7568-176-7
- 2011 - Pinocchio … e poi, ed. Negramaro, ISBN 978-88-497-0771-7

### Polizieschi
- 2007 - Chi ha ucciso Maddalena?, ed. Besa, ISBN 978-88-497-0452-5
- 2007 - Rosso scarlatto, ed. Besa, ISBN 978-88-497-0519-5
- 2008 - Nudo al caffè, ed. Besa, ISBN 978-88-497-0554-6
- 2008 - Tingo Maria, ed. Besa, ISBN 978-88-497-0544-7
- 2008 - Sapori e delitto, ed. Besa, ISBN 978-88-497-0591-1
- 2009 - Appuntamento con l'assassino, ed. Besa, ISBN 978-88-497-0605-5
- 2009 - I misteri di Villa Pina, ISBN 978-88-497-0664-2
- 2010 - La Cadillac tutta gialla, ed. Besa, ISBN 978-88-497-0696-3
- 2011 - L'uomo ucciso due volte, ed. Negramaro, ISBN 978-88-497-0739-7
- 2012 - Delitto sul sagrato, ed. Negramaro, ISBN 978-88-97596-13-4
- 2012 - Delitto da manuale, ed. Negramaro, ISBN 978-88-97596-26-4
- 2013 - Senza traccia, ed. Negramaro, ISBN 978-88-97596-34-9
- 2014 - L’ultima lezione del professor Lambert, ed. Negramaro, ISBN 978-88-4970-966-7
- 2015 - L’albero del diavolo, ed. Negramaro, ISBN 978-88-4971-012-0
- 2015 - Delitto al Bistrot du peintre, ed. Negramaro, ISBN 978-88-4971-033-5
- 2016 - Arsenico in libreria, ed. Negramaro, 978-88-497-0550-8
- 2017 - Fagioli e Champagne, ed. Besa, ISBN 9788849711059
- 2018 - Tonache e misteri, ed. Besa, ISBN 9788849711585
- 2019 - Omicidio in guanti bianchi, ed. Besa, ISBN 9788862802536
- 2019 - La morte dell’usuraia, ed. Besa, ISBN 9788849712124
- 2021 - Il pesce palla, ed. Besa, ISBN 9788849709421
- 2021 - I segreti del giudice, ed. Besa, ISBN 9788849709858
- 2022 - Casa Portali, ed. Besa, ISBN  9788836292608

### Gialli Storici
- 2022 - Raffaello, veleni e cardinali, ed. Besa, ISBN 9788836292585
- 2023 Inverno a Stoccolma, gli ultimi giorni di Cartesio, ed. Besa, ISBN 9788836293056
- 2023 L'ultima sinfonia di Cajkovskij, ed. Besa, ISBN 9788836290734
- 2024 Veleni in Vaticano, ed. Besa, ISBN 9788836293605